# کالاتافیمی-سجستا
کالاتافیمی-سجستا (به ایتالیایی: Calatafimi Segesta) یک کومونه در ایتالیا است که در استان تراپانی واقع شده‌است.

## خصوصیات
کالاتافیمی-سجستا ۱۵۴ کیلومترمربع مساحت و ۶٫۷۱۲ نفر جمعیت دارد و ۳۳۸ متر بالاتر از سطح دریا واقع شده‌است.